# Kamila Skolimowska

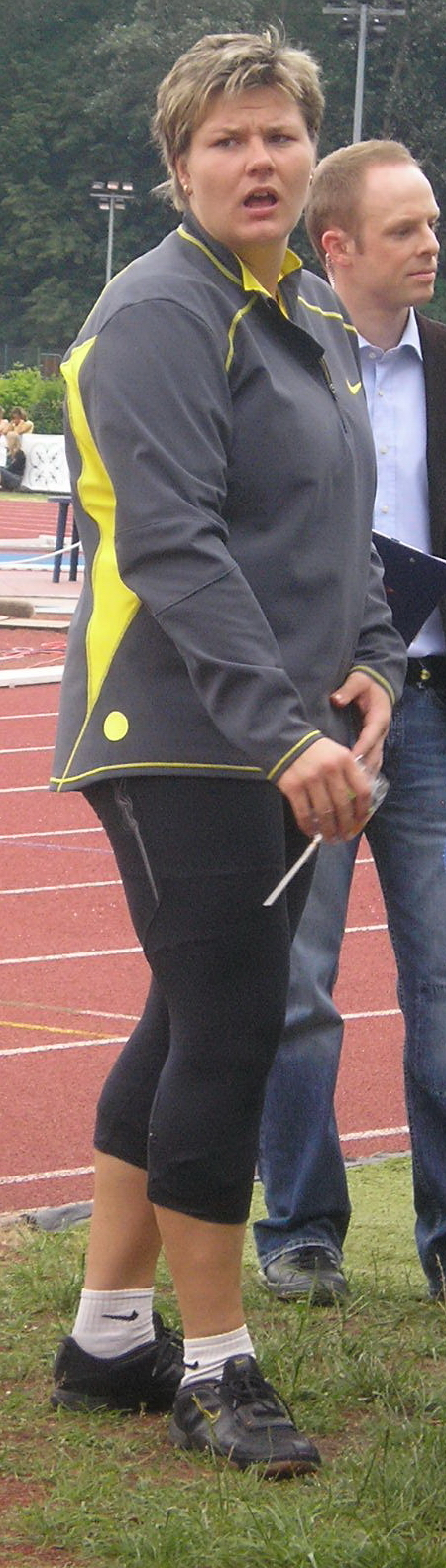
Kamila Skolimowska podczas mistrzostw Polski 2007

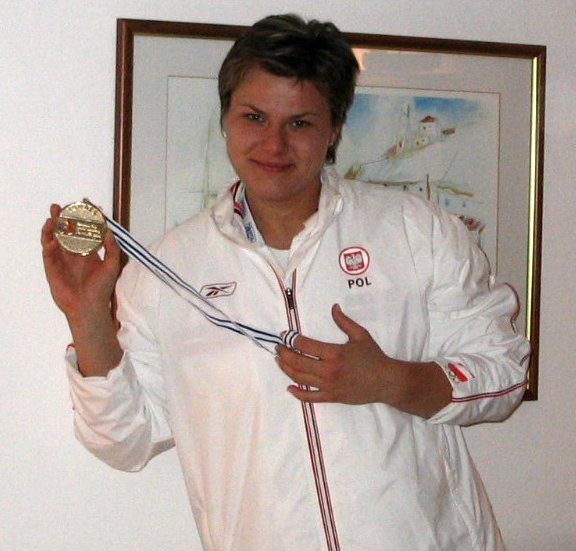
Kamila Skolimowska ze złotym medalem Letniej Uniwersjady w Izmirze (2005)

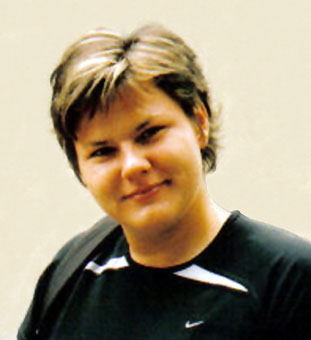
Kamila Skolimowska

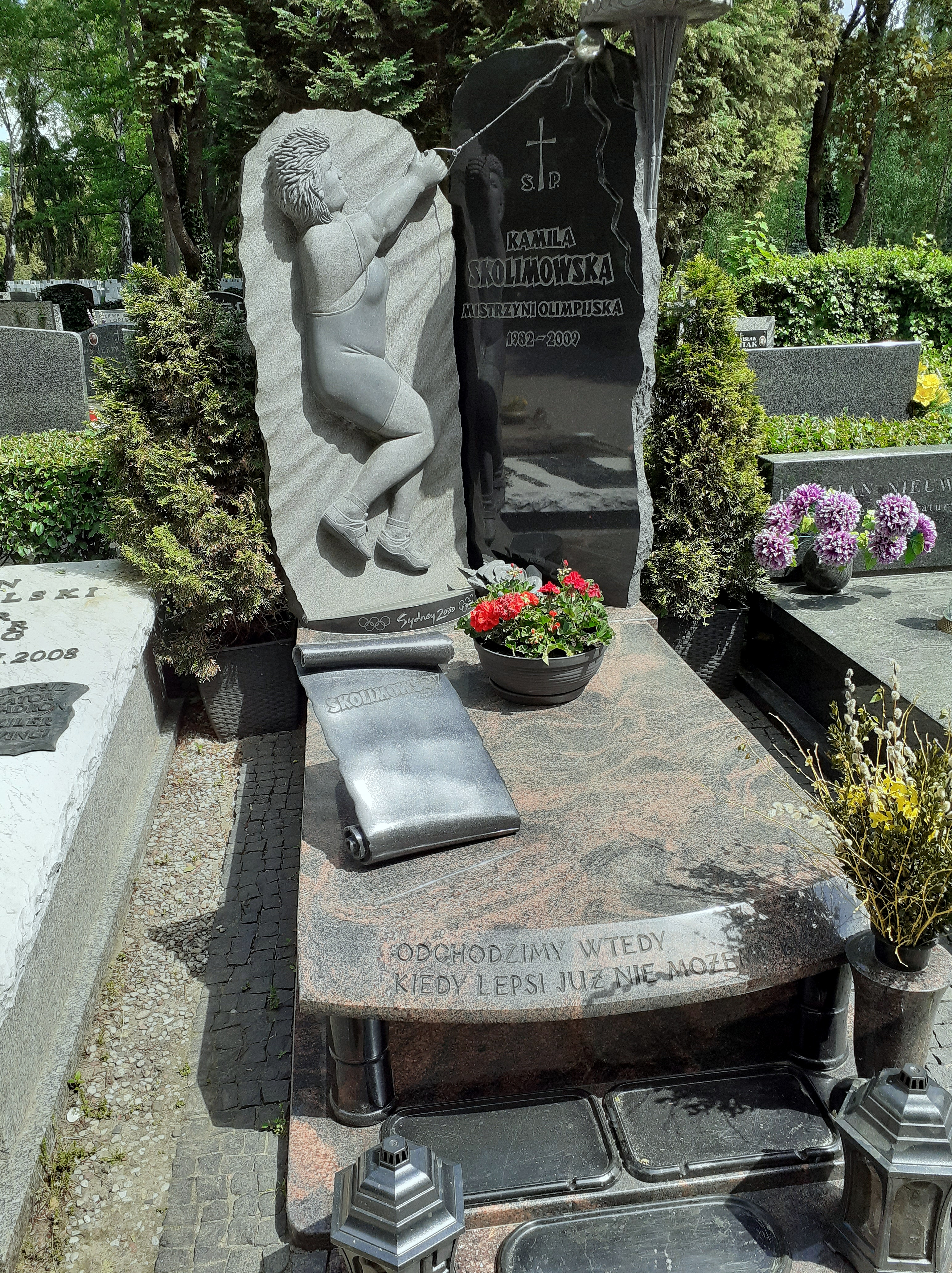
Nagrobek Kamili Skolimowskiej

Kamila Skolimowska (ur. 4 listopada 1982 w Warszawie, zm. 18 lutego 2009 w Vila Real de Santo António) – polska lekkoatletka uprawiająca rzut młotem, złota medalistka igrzysk olimpijskich w 2000 w Sydney, policjantka w stopniu sierżanta.

## Życiorys
Córka Roberta, sztangisty, medalisty mistrzostw świata i olimpijczyka z 1980. Członkini grupy lekkoatletycznej Samsung Team.
Swoją przygodę ze sportem zaczęła od wioślarstwa (medal mistrzostw Polski juniorów) i podnoszenia ciężarów (brązowy medal mistrzostw Polski seniorów w 1994 w kategorii 59 kg z wynikiem 102,5 kg). Pierwsze lekkoatletyczne kroki stawiała na boisku warszawskiej Legii, gdzie pod okiem Zygmunta Jałoszyńskiego jej brat Robert trenował pchnięcie kulą. Do trenowania rzutu młotem zachęcił ją wówczas Zbigniew Pałyszko. W późniejszych latach kariery startowała w barwach Warszawianki oraz Gwardii Warszawa.
W wieku niespełna 14 lat zdobyła złoty medal seniorskich mistrzostw kraju ustanawiając zarazem rekord Polski.
Już jako młodziczka osiągnęła poziom międzynarodowy (10. miejsce na listach światowych seniorek w 1997). W tym samym roku zdobyła tytuł mistrzyni Europy juniorek, a dwa lata później złoty medal mistrzostw świata juniorów młodszych. Startując w wieku niespełna osiemnastu lat na Igrzyskach Olimpijskich w Sydney dość nieoczekiwanie została mistrzynią olimpijską z wynikiem 71,16 m.
Późniejsze jej starty w igrzyskach olimpijskich i mistrzostwach świata nie przyniosły już medalowych sukcesów. Najwyższe, czwarte lokaty zajęła podczas mistrzostw świata w Edmonton (2001) i Osace (2007). Na igrzyskach olimpijskich w Atenach (2004) wywalczyła 5. miejsce, natomiast cztery lata później w Pekinie start w finale zakończyła bez wyniku, paląc wszystkie trzy próby (był to jedyny występ w karierze Skolimowskiej, w którym uległa późniejszej rekordzistce świata – Polce Anicie Włodarczyk). Jedynie w mistrzostwach Starego Kontynentu udało się jej sięgnąć po medale – w 2002 wywalczyła srebro, zaś w 2006 brąz. 12-krotna mistrzyni Polski – ostatnio w 2008 (wyniki). Jej rekord życiowy – 76,83 m został uzyskany 11 maja 2007 w Dosze podczas mityngu Super Grand Prix IAAF. Zawodniczka osiągając ten rezultat pobiła poprzedni swój najlepszy wynik o 1,54 m. W historii kobiecego rzutu młotem lepszy rezultat zanotowało 10 zawodniczek (w momencie uzyskania wyniku Skolimowskiej lepsze rekordy życiowe miały 3 młociarki).
Absolwentka Liceum Ogólnokształcącego im. gen. Władysława Sikorskiego. W 2001 rozpoczęła studia licencjackie z zakresu ekonomii w Wyższej Szkole Społeczno-Ekonomicznej w Warszawie, zakończone obroną pracy licencjackiej pt. Łączność elektroniczna między BRE Bankiem a jego klientami, której promotorem był Wojciech Pomykało. Następnie podjęła studia magisterskie z zakresu zarządzania na Wydziale Zarządzania Uniwersytetu Warszawskiego, na którym w 2005 obroniła pracę magisterską pt. Metody oceny zdolności kredytowej i jej zabezpieczeń, napisaną pod kierunkiem Nikodema Grzenkowicza.
Od 2004 do 2009 pełniła służbę w Oddziale Prewencji Policji w Piasecznie, w stopniu sierżanta, .

### Śmierć i pogrzeb
Kamila Skolimowska zmarła niespodziewanie 18 lutego 2009 w czasie zgrupowania polskich lekkoatletów w Portugalii. Według informacji przekazanych PAP, zasłabła podczas treningu. Podczas transportu do szpitala w Vila Real de Santo António straciła przytomność. Mimo godzinnej reanimacji lekarzom nie udało się jej uratować. Przyczyną śmierci okazał się zator tętnicy płucnej. Zator był spowodowany nierozpoznaną zakrzepicą. Nieco wcześniej zawodniczka uskarżała się na bolącą łydkę, lekarz nie rozpoznał wtedy zagrożenia, a zaordynowany przez niego masaż uruchomił zakrzep i doprowadził do zatoru.
Pogrzeb miał miejsce 26 lutego 2009. Mszy świętej koncelebrowanej w katedrze polowej Wojska Polskiego w Warszawie przewodniczył biskup Tadeusz Płoski. Prochy Kamili Skolimowskiej spoczęły w grobie przy Alei Zasłużonych Cmentarza Wojskowego na Powązkach w Warszawie (kwatera C29-tuje-6). Na tablicy nagrobnej została wypisana inskrypcja: Odchodzimy wtedy, kiedy lepsi już nie możemy być.

## Odznaczenia państwowe
- Krzyż Kawalerski Orderu Odrodzenia Polski – 2009, pośmiertnie[25]
- Złoty Krzyż Zasługi – 2000[26]

## Upamiętnienie
Począwszy od maja 2009, co roku na różnych polskich stadionach lekokatletycznych, odbywa się mityng lekkoatletyczny Memoriał Kamili Skolimowskiej. Od 2022 roku zawody zostały włączone do Diamentowej Ligi, po IO i MŚ, najbardziej prestiżowego cyklu lekkoatletycznego na świecie.
W sierpniu 2009 we Władysławowie w tamtejszej Alei Gwiazd Sportu odsłonięto gwiazdę z jej imieniem.
Jedyną szkołą w Polsce, której patronką jest Kamila Skolimowska jest od 2010 V Liceum Ogólnokształcące Mistrzostwa Sportowego w Bytomiu. Kamila została również patronką stadionu lekkoatletycznego przy Zespole Szkół nr 1 im. J. Śniadeckiego w Ełku. 17 maja 2014 stadion Centralnego Ośrodka Sportu w Spale otrzymał imię Kamili Skolimowskiej.
Jej imię nosi również rondo na warszawskim Gocławiu. Uchwałę w tym zakresie podjęła 12 maja 2016 rada miasta stołecznego Warszawy.
W 2021 wydana została biografia Kamili Skolimowskiej autorstwa Beaty Żurek i Tomasza Czoika zatytułowana Kama. Historia Kamili Skolimowskiej.
W 2024 odsłonięto pomnik przy Stadionie Śląskim w Chorzowie.

## Osiągnięcia
| Rok  | Impreza                               | Miejsce     | Lokata            | Wynik                  |
| ---- | ------------------------------------- | ----------- | ----------------- | ---------------------- |
| 1997 | I liga pucharu Europy                 | Praga       | 1. miejsce        | 57,74                  |
| 1997 | Mistrzostwa Europy juniorów           | Lublana     | 1. miejsce        | 59,72                  |
| 1998 | Mistrzostwa Europy                    | Budapeszt   | 7. miejsce        | 62,68                  |
| 1999 | Superliga pucharu Europy              | Paryż       | 4. miejsce        | 65,00                  |
| 1999 | Mistrzostwa świata juniorów młodszych | Bydgoszcz   | 1. miejsce        | 63,94                  |
| 1999 | Mistrzostwa Europy juniorów           | Ryga        | el.               | NM                     |
| 1999 | Mistrzostwa świata                    | Sewilla     | 21. miejsce       | 50,38                  |
| 2000 | Igrzyska Olimpijskie                  | Sydney      | 1. miejsce        | 71,16                  |
| 2000 | Mistrzostwa świata juniorów           | Santiago    | el. – 20. miejsce | 51,84                  |
| 2001 | I liga pucharu Europy                 | Vaasa       | 1. miejsce        | 64,47                  |
| 2001 | Mistrzostwa świata                    | Edmonton    | 4. miejsce        | 68,05                  |
| 2001 | Igrzyska frankofońskie                | Ottawa      | 1. miejsce        | 67,95                  |
| 2001 | Igrzyska Dobrej Woli                  | Brisbane    | 1. miejsce        | 70,31                  |
| 2001 | Finał Grand Prix IAAF                 | Melbourne   | 1. miejsce        | 71,71                  |
| 2002 | Superliga Pucharu Europy              | Annecy      | 6. miejsce        | 64,39                  |
| 2002 | Mistrzostwa Europy                    | Monachium   | 2. miejsce        | 72,46                  |
| 2002 | Puchar świata                         | Madryt      | 5. miejsce        | 65,24                  |
| 2003 | Młodzieżowe Mistrzostwa Europy        | Bydgoszcz   | 1. miejsce        | 71,38                  |
| 2003 | Mistrzostwa świata                    | Paryż       | 8. miejsce        | 68,39                  |
| 2004 | Superliga pucharu Europy              | Bydgoszcz   | 4. miejsce        | 69,68                  |
| 2004 | Igrzyska Olimpijskie                  | Ateny       | 5. miejsce        | 72,57                  |
| 2005 | Superliga pucharu Europy              | Florencja   | 1. miejsce        | 72,38                  |
| 2005 | Uniwersjada                           | Izmir       | 1. miejsce        | 72,75                  |
| 2005 | Mistrzostwa świata                    | Helsinki    | 7. miejsce        | 68,96                  |
| 2005 | Światowy Finał IAAF                   | Szombathely | 2. miejsce        | 72,73                  |
| 2006 | Zimowy puchar Europy w rzutach        | Tel Awiw    | 1. miejsce        | 73,32                  |
| 2006 | Superliga pucharu Europy              | Malaga      | 2. miejsce        | 68,16                  |
| 2006 | Mistrzostwa Europy                    | Göteborg    | 3. miejsce        | 72,58                  |
| 2006 | Puchar świata                         | Ateny       | 1. miejsce        | 75,29 (rekord zawodów) |
| 2006 | Światowy Finał IAAF                   | Stuttgart   | 2. miejsce        | 73,33                  |
| 2007 | Superliga pucharu Europy              | Monachium   | 5. miejsce        | 67,71                  |
| 2007 | Mistrzostwa świata                    | Osaka       | 4. miejsce        | 73,75                  |
| 2007 | Światowy Finał IAAF                   | Stuttgart   | 4. miejsce        | 70,20                  |
| 2008 | Superliga Pucharu Europy              | Annecy      | 4. miejsce        | 71,07                  |
| 2008 | Igrzyska Olimpijskie                  | Pekin       | 12. miejsce       | NM (el. – 69,79)       |

## Rankingi

### Ranking światowyTrack & Field News
- 2000 – 2. miejsce[37]
- 2001 – 3. miejsce[37]
- 2002 – 3. miejsce[37]
- 2003 – 8. miejsce[37]
- 2004 – 10. miejsce[37]
- 2005 – 5. miejsce[37]
- 2006 – 5. miejsce[37]
- 2007 – 5. miejsce[37]
- 2008 – 9. miejsce[37]

### Ranking światowyIAAF
- 2001 – 2. miejsce
- 2002 – 4. miejsce
- 2003 – 8. miejsce
- 2004 – 3. miejsce
- 2005 – 3. miejsce
- 2006 – 3. miejsce

### Światowy ranking lekkoatletyczny
- 2007 – 4. miejsce
- 2008 – 9. miejsce

### Listy światowe
- 1997 – 10. miejsce (63,48 m)[6]
- 1998 – 25. miejsce (62,72 m)[6]
- 1999 – 15. miejsce (66,62 m)[6]
- 2000 – 4. miejsce (71,16 m)[6]
- 2001 – 2. miejsce (71,71 m)[6]
- 2002 – 2. miejsce (72,60 m)[6]
- 2003 – 8. miejsce (71,38 m)[6]
- 2004 – 10. miejsce (72,57 m)[6]
- 2005 – 5. miejsce (74,27 m)[38]
- 2006 – 6. miejsce (75,29 m)[6]
- 2007 – 3. miejsce (76,83 m)[6]
- 2008 – 15. miejsce (73,50 m)[6][39][40]

## Rekordy Polski
| Data       | Miejsce           | Rezultat |
| ---------- | ----------------- | -------- |
| 21.06.1996 | Piła              | 47,66    |
| 10.05.1997 | Warszawa          | 55,32    |
| 18.05.1997 | Schwechat         | 61,72    |
| 20.06.1997 | Bydgoszcz         | 63,48    |
| 29.05.1999 | Sopot             | 64,35    |
| 12.06.1999 | Warszawa          | 66,62    |
| 27.05.2000 | Warszawa          | 66,70    |
| 10.06.2000 | Warszawa          | 69,13    |
| 13.08.2000 | Rüdlingen         | 70,62    |
| 29.09.2000 | Sydney            | 71,16    |
| 9.09.2001  | Melbourne         | 71,71    |
| 8.06.2002  | Bydgoszcz         | 72,23    |
| 8.06.2002  | Bydgoszcz         | 72,60    |
| 16.07.2005 | Madryt            | 74,27    |
| 29.08.2006 | Dubnica nad Váhom | 74,73    |
| 17.09.2006 | Ateny             | 75,29    |
| 11.05.2007 | Doha              | 76,83    |

- Wyniki podane wytłuszczonym drukiem były jednocześnie rekordami świata juniorek[41], do 6 marca 2021 Skolimowska była rekordzistką Europy juniorek (71,71 m, Melbourne 2001)[42].